# Мясоедов, Вячеслав Николаевич
Вячеслав Николаевич Мясоедов (21 февраля 1895 с. Дуброво Бельский район, Смоленская область — 12 марта 1974) — советский военачальник, генерал-майор артиллерии (21 апреля 1943), участник Великой Отечественной войны.

## Биография
1 марта 1918 года вступил в Рабоче-крестьянскую Красную армия.
В Великую Отечественную войну занимал должности:
- с 11 марта 1941-17 сентября 1941 год — начальник артиллерии 198-й моторизованной дивизии Ленинградского военного округа;
- с 24 июня 1941 года - начальник артиллерии 198-й моторизованной дивизии Северного фронта
- с 27 августа 941-начальник артиллерии 198-й моторизованной дивизии Ленинградского фронта.
- с 17 сентября 1941-8 марта 1945 год — начальник артиллерии 198-й стрелковой дивизии Ленинградского фронта.
- с 8 марта 1945-9 мая 1945 года — командующий артиллерией 8-го гвардейского механизированного корпуса.

31 июня 1951 года ушёл в отставку.

## Награды
- Орден Ленина (21 февраля 1945)[1];
- 3 Ордена Красного Знамени (3 ноября 1944, 11 апреля 1945, 24 июня 1948)[2];
- Орден Кутузова II степени (8 февраля 1943)
- Орден Богдана Хмельницкого II степени (31 мая 1945)[3] — за умелое и мужественное руководство боевыми операциями и за достигнутые в результате этих операций успехи в боях с немецко-фашистскими захватчиками[4]
- Орден Отечественной войны I степени (20 сентября 1944)[5];
- Медаль «XX лет Рабоче-Крестьянской Красной Армии» (22 февраля 1938);
- Медаль «За оборону Ленинграда» (22 декабря 1942)[6];
- Медаль «За победу над Германией в Великой Отечественной войне 1941—1945 гг.» (9 мая 1945)